# Mohamed Amroune
Mohamed Amroune (en arabe : محمد عمرون), est un footballeur algérien né le 10 mars 1989 à Alger. Il évolue au poste d'avant centre à l'Étoile sportive de Ben Aknoun.

## Biographie
Mohamed Amroune dispute plus de 100 matchs en première division algérienne.
Il évolue notamment pendant quatre saisons avec le club du MC Alger. Il remporte avec cette équipe un titre de champion d'Algérie.
Le 6 août 2009, il se met en évidence en étant l'auteur d'un doublé en championnat avec le club algérois, lors de la réception de l'USM Annaba (victoire 4-0).
Il dispute également un total de 13 matchs en Ligue des champions d'Afrique avec les clubs du MC Alger et de l'ASO Chlef.
Mohamed Amroune se voit également sélectionné avec l'équipe d'Algérie des moins de 23 ans.

## Palmarès

### En club
- Champion d'Algérie en 2010 avec le MC Alger

### Carrière internationale
- Vainqueur de la Coupe du monde militaire en 2011 avec l'Algérie.